# Steropleurus obsoletus
Steropleurus obsoletus is een rechtvleugelig insect uit de familie van de sabelsprinkhanen (Tettigoniidae). De wetenschappelijke naam van deze soort is voor het eerst voorgesteld als Ephippigera obsoleta door Ignacio Bolívar in een publicatie uit 1898.
Deze soort is alleen bekend van de plaats waar deze voor het eerst is ontdekt, in de provincie Madrid in Spanje, op een hoogte van 850 meter boven zeeniveau.